# あいみん
あいみん（7月6日 - ）は、日本のモデル、タレント、ブランドプロデューサー。和歌山県白浜町出身。

## 来歴
モデルを目指して上京し、Instagramにて『姉ageha』の編集部より声をかけられたことから『姉ageha』の読者モデルとなった。
2020年8月25日に発売された『FLASH』2020年9月8日号で、双子の妹・ゆうみんとともにヌードを披露。

## 出演

### イベント
- 第6回 GIRL'S BLOGGER STYLE 2014S／S（2014年4月1日）[4]

### ミュージック・ビデオ
- creamone「Last kiss」（2017年）
- #037「君にゾッコン feat.GANMA.osanova&ogamixxx」（2018年）
- AYA a.k.a. PANDA「show me love」（2019年）
- MUBU「WHAT A DAY!」（2020年）

## 掲載

### 雑誌
- nuts （ネコ・パブリッシング）  - 元読者モデル
- 姉ageha （主婦の友社）  - 元雑誌モデル

## 書籍
- 1st写真集『xxaiminx』（ASIN B07FDRYVBF）